# シャンプーハット (お笑いコンビ)
シャンプーハットは、吉本興業大阪本社に所属する恋さんとてつじからなる日本のお笑いコンビ。1994年11月結成。活動拠点は関西が中心で、NSC大阪校13期出身と同期扱い。2人ともアイドルグループ・吉本坂46のメンバー（現在は活動休止中）。

## メンバー
恋さん（本名：小出水 直樹（こいでみず なおき）(旧芸名：こいで)、1976年2月1日（49歳） - ）
ボケ・ネタ作り担当。2014年から2021年までの芸名はこいで。オーマイガット出水トゥギャ樹でもある。
大阪府高槻市出身（生まれは新潟県）、 高槻市立柳川中学校・大阪府立島上高等学校大冠校（現・大阪府立大冠高等学校）卒業。血液型A型。
主な愛称はこいちゃん。
帽子がトレードマーク。
特技はイラスト。アナウンサーを題材とした似顔絵も作成し、レギュラー番組のノベルティグッズ（『松井愛のすこ〜し愛して♥』（MBSラジオ）の、顔の余白が妙に多い松井愛）やテレビCM（『おはよう朝日土曜日です』（朝日放送テレビ）の、上田剛彦から北村真平への変化）への採用例がある。また2018年から2021年にかけ、『サンデーうぇぶり』（小学館）上で連載漫画『パパは漫才師』を執筆した。
R-1ぐらんぷり、歌ネタ王決定戦や30-1グランプリの賞レース決勝へ進出するなど、ピンとしても活躍している。
2004年、結婚。1男2女持ちで2019年には「第13回ベスト・ファーザー賞 in 関西」の芸能部門を受賞した。
2014年8月3日開催の結成20周年ライブにて、芸名を「こいで」に改名することを発表。
2020年2月、あまりの息苦しさから病院で診察を受けたところ「肺年齢は95歳以上」「高度の混合性換気障害」「中等症以上のCOPDの疑い」との診断結果を受けた。禁煙してから数年だったが、たばこを吸っていた期間が長かったと述べている。
2021年7月1日から「コイノボリ」に改名するとして、番組等で告知を行うも関係各所との調整が行われていなかったため改名を中止し、しばらく「こいで」のままで活動していた。同年11月12日、「恋さん」への改名を発表。
2023年2月12日より関西テレビ放送競馬中継『KEIBA BEAT』のMCを務める。

てつじ（本名：宮田 哲児（みやた てつじ）、1975年8月7日（49歳） - ）
ツッコミ担当。
大阪府堺市南区晴美台出身、大阪市在住。堺市立晴美台中学校・大阪府立金岡高等学校卒業。血液型O型。
主な愛称はてっちゃん。
ジャック・ラッセル・テリアを飼っている。なお、2022年時点で「5、6年前に愛犬を亡くした」と述べている。
自他共に認めるほど極度の音痴。
2001年2月14日、モデルの三上純子と結婚。出会いはファッション雑誌『MORE』（集英社）による大阪特集の企画。2女持ち。
彫りの深い顔立ちが特徴で、しばしば外国人（主にアラブ系）に間違えられる事をネタにされている。2005年7月1日放送『探偵!ナイトスクープ』（朝日放送）では「関西将棋会館にてつじそっくりの外国人が出没する」という調査依頼が来たため、調べてみるとその外国人はてつじ本人だったという逸話がある。
2010年4月16日、大阪府に自身プロデュースのつけ麺の店「宮田麺児」を開店する。同年秋に東京都浜松町で開催された「大つけ麺博」にも出店。なお、2011年8月31日を以て一旦閉店（本人いわく「さらなる小麦の可能性を求めたい」として、"発展的閉店"としている）するも、9月21日に「3代目宮田麺児」として再開店した（店名を「3代目」としているのは、2代目からさらにもう1ランクへの進化を表している）。2015年2月に再閉店し、2016年2月に「帰ってきた宮田麺児」として再々開店した。いずれの店舗も「プロデュース」であり、経営には関わっていない。そして桃太郎電鉄には帰ってきた宮田麺児として登場している。
将棋好きで、腕前はアマチュア三段。仕事の合間を縫って関西将棋会館にもよく出没する他、『将棋世界』（日本将棋連盟出版部）が愛読誌であることを公言している。2014年4月にはニコニコ超会議の将棋企画で渡辺明二冠とは飛車角落ち（二枚落ち）で対局して勝利を収め、2015年には日本将棋連盟から将棋普及に貢献したとして感謝状が贈られた。2021年には将棋普及指導員の資格を取得した。

## 来歴
2人は新大阪歯科技工士専門学校で出会い、心斎橋筋2丁目劇場の素人参加型ライブ『ワチャチャライブJr.』に出場するためコンビ結成。コンビ「ナイスフェイス」（略称：ナイフェイ）として1995年にデビュー。当初はてつじがボケで恋さんがツッコミだったが全くウケなかったために役割を入れ替え、モアイと宇宙人に改名。その後も二度に亘る改名を経て現在のコンビ名となる。
オーディションを経て吉本に入ったため、NSCには通っていない。
1996年、『オールザッツ漫才』（毎日放送）では当時無名ながらトーナメントで優勝を果たす。1999年には同局ラジオの看板番組『MBSヤングタウン火曜日』のパーソナリティにも抜擢された。
東京で活動していた時期もあり、1998年にはガレッジセールらと共に『news』というユニットを結成し活動していた。
2018年8月20日、2人とも約6,000人の中から6次審査まである吉本坂46の最終オーディションに合格、メンバー（1期生）に選ばれた。

## 芸風
主に漫才。従来のボケとツッコミというスタイルではなく、恋さんのボケに対しててつじがツッコまずに納得したり持ち上げたりといった独特の雰囲気を持つスタイル。そのスタイルは『Wボケ』（コンビで2人ともボケる漫才）に近いため、漫才に『Wボケ』を持ち込んで革命を起こしたと言われる笑い飯よりも先に『Wボケ』を取り入れた漫才師と称される。

## 賞レースでの戦績

### M-1グランプリ
| 年度   | 成績       | エントリー No. | 会場               | 日時       | 備考               |
| ------ | ---------- | -------------- | ------------------ | ---------- | ------------------ |
| 2001年 | 準決勝進出 | 1184           | なんばグランド花月 | 2001/12/02 |                    |
| 2002年 | 準決勝進出 | 1732           | なんばグランド花月 | 2002/12/01 | 敗者復活戦は不参加 |
| 2003年 | 準決勝進出 | 1876           | なんばグランド花月 | 2003/11/30 | 敗者復活戦は不参加 |
| 2004年 | 準決勝進出 | 2575           | なんばグランド花月 | 2004/11/27 |                    |

### その他
- 1996年：『オールザッツ漫才'96』トーナメント戦 優勝
- 1998年：『第19回ABCお笑い新人グランプリ』優秀新人賞
- 2016年：R-1ぐらんぷり 決勝進出 - 恋さん（「シャンプーハットこいで」名義）
- 2016年： 歌ネタ王決定戦 決勝6位- 恋さん（「シャンプーハット・こいで」名義）
- 2020年：『第55回上方漫才大賞』大賞受賞[23]
- 2021年：『30-1グランプリ』 決勝進出- 恋さん
- 2023年：THE SECOND 〜漫才トーナメント〜 開幕戦ノックアウトステージ32→16進出
- 2024年：THE SECOND 〜漫才トーナメント〜 開幕戦ノックアウトステージ32→16進出
- 2025年：THE SECOND 〜漫才トーナメント〜 開幕戦ノックアウトステージ32→16進出

## 出演番組

### テレビ
現在のレギュラー出演
- うまンchu（関西テレビ、2012年 - ）
- おはよう朝日土曜日です（ABCテレビ、2011年10月1日-）　※土曜日コメンテーター
- KEIBA BEAT（関西テレビ）- 司会（恋さん、2023年2月12日 - ）
- お笑いワイドショー マルコポロリ!（関西テレビ）
- B-tops（読売テレビ）- てつじのみ
- よんチャンTV（MBSテレビ、2021年3月31日 - ）- 水曜日レギュラー
- ピタニュー（広島ホームテレビ、2024年10月 - ）- てつじのみ木曜日「ひろしま覆麺調査団」のコーナー出演

過去のレギュラー出演
- 吉本ばかな（日本テレビ、1998年10月-2001年3月）
- おもしろレンタルビデオ スピルバーガー（朝日放送、2000年4月 - 12月）- レギュラー
- 正義の味方（日本テレビ、2001年4月-9月）
- すてきな出逢い いい朝8時（MBSテレビ、1999年4月3日 - 1999年9月25日）
- ?マジっすか!（MBSテレビ、2001年4月 - 2003年3月）- 不定期出演
- 今夜はえみぃ〜GO!!（MBSテレビ、2002年10月-2008年3月）- 準レギュラー
- なるトモ!（読売テレビ）- 火曜日レギュラー
- 大阪ほんわかテレビ（読売テレビ）- レギュラー）
- ナンボDEなんぼ（関西テレビ、2000年10月-2001年3月）- 準レギュラー（隔週）
- 2時ワクッ!（関西テレビ、2004年3月31日 - 2005年12月21日）- 水曜パネリスト
- たかじんONE MAN（MBSテレビ）-準レギュラー）
- ジャイケルマクソン（MBSテレビ、2005年4月-2010年12月） - 準レギュラー
- サタうま!（関西テレビ、2002年10月12日-2011年12月24日）
- シャンプー劇場（ABCテレビ、2001年7月9日 - 9月24日）
- ホップ!ステップ!シャンプー!（ABCテレビ、2002年4月6日 - 2012年3月31日）
- ガップリ!〜京からよろしく〜（MBSテレビ）- てつじのみ
- 今ちゃんの「実は…」（ABCテレビ、2008年 - 2022年）
- モモコのOH!ソレ!み〜よ!（関西テレビ、2011年 - 2015年）- 準レギュラー
- 知ってるor知ったか?クイズ!バレベルの塔（ABCテレビ、2013年4月7日-2013年9月29日）
- プリ♥プリ→プリプリ（MBSテレビ、2012年4月-2013年3月）- 金曜→月曜レギュラー
- 見知らぬ関西新発見!みしらん（ABCテレビ、2012年4月-2013年9月）
- ゆうがたLIVE ワンダー（関西テレビ、金曜日）- てつじのみ
- Let's天才てれびくん（Eテレ、恋さんのみ、2014年3月 - 2017年3月）小出水7号
- ハピキッズ!USJ（テレビ大阪）
- メッセンジャーの○○は大丈夫なのか?（MBSテレビ）- 準レギュラー
- 雨上がりの「Aさんの話」〜事情通に聞きました!〜（ABCテレビ）- 不定期出演
- 快傑えみちゃんねる（関西テレビ）- 不定期出演
- たかじん胸いっぱい（関西テレビ）- 不定期出演
- 痛快!明石家電視台（毎日放送）- 不定期出演
- ちちんぷいぷい（毎日放送、2017年10月 - 2019年3月）- てつじのみ水曜レギュラー
- ミント!（MBSテレビ）- 水曜レギュラー

### ラジオ
現在のレギュラー出演
- 上沼恵美子のこころ晴天（ABCラジオ、隔週月曜日、てつじのみ）
- 松井愛のすこ〜し愛して♥（MBSラジオ、水曜日）

過去のレギュラー出演
- MBSヤングタウン火曜日（MBSラジオ、1999年4月-9月）
- AM808。マジっすよ!（MBSラジオ、水曜日レギュラー、2001年4月-2002年3月）
- B（MBSラジオ、水曜日レギュラー、2002年4月-9月）
- Bフライデースペシャル 陣内・ケンコバ45ラジオ（MBSラジオ、2002年9月-2004年3月）
- ゴーゴーモンキーズ（MBSラジオ、月曜日レギュラー、2004年4月-2006年3月）
- 丑バラ（MBSラジオ）
  - えろすの宴「ピクピクフライデーナイツ」（恋さんのみ、2007年11月23日）
  - ラーメン・つけ麺バカラジオ!（てつじのみ、2008年4月4日・8月29日）
- ゴーJ!（MBSラジオ、準レギュラー、2006年4月-）
- 上泉雄一のええなぁ!（MBSラジオ、水曜、てつじのみ）

### ウェブテレビ
- HITOSHI MATSUMOTO presents ドキュメンタル Documentary of Documental（2017年、Amazonプライム・ビデオ）- シーズン1出演（恋さんのみ）

### CM
- 堺市市長選挙（2009年）
- マツダ「デミオ」（2011年・近畿地区のみ）
- 日光ホーム「幼稚園篇」 （2016年・近畿地区のみ、恋さんのみの出演）
- エイチ・アイ・エス「初夢フェア」（2016年）

### テレビドラマ
- 僕らの食卓（2023年4月6日 - 6月8日、BS-TBS） - 後藤 役（てつじ）[24]
- アリスさんちの囲炉裏端（2025年1月7日 - 3月11日、BS-TBS） - 林田哲次 役（てつじ）[25]

### 映画
- デッド・フラワーズ（2020年、監督：島田角栄）恋さんのみ出演

## 著書
「てつじ」名義
- 関西グルメ王の人生が変わる店（2016年3月25日、角川マガジンズ）[26]

「シャンプーハットこいで」名義
- 『パパは漫才師』全7巻 （小学館）- 『サンデーうぇぶり』での連載（2018年3月17日 - ）をまとめたもの。